# Mézel
Mézel é uma comuna francesa na região administrativa da Provença-Alpes-Costa Azul, no departamento dos Alpes da Alta Provença. Estende-se por uma área de 21,36 km². Em 2010 a comuna tinha 657 habitantes (densidade: 30,8 hab./km²).